# Forsterina annulipes
Forsterina annulipes är en spindelart som först beskrevs av Ludwig Carl Christian Koch 1872.  Forsterina annulipes ingår i släktet Forsterina och familjen Desidae. Artens utbredningsområde är Queensland, New South Wales och Lord Howeön i Australien. Inga underarter finns listade i Catalogue of Life.